# North Fort Myers
North Fort Myers ist ein census-designated place (CDP) im Lee County im US-Bundesstaat Florida.
Das U.S. Census Bureau hat bei der Volkszählung 2020 eine Einwohnerzahl von 42.719 ermittelt.

## Geographie
North Fort Myers liegt am Nordufer des Caloosahatchee River und grenzt an Cape Coral sowie auf der anderen Flussseite an Fort Myers. Der CDP wird von der Interstate 75, vom Tamiami Trail (U.S. Highway 41) sowie von den Florida State Roads 31 und 78 durchquert bzw. tangiert. Tampa liegt etwa 180 Kilometer und Miami 230 Kilometer entfernt.

## Demographische Daten
Laut der Volkszählung 2010 verteilten sich die damaligen 39.407 Einwohner auf 27.108 Haushalte. Die Bevölkerungsdichte lag bei 289,1 Einw./km². 94,7 % der Bevölkerung bezeichneten sich als Weiße, 1,5 % als Afroamerikaner, 0,4 % als Indianer und 0,6 % als Asian Americans. 1,7 % gaben die Angehörigkeit zu einer anderen Ethnie und 1,1 % zu mehreren Ethnien an. 6,2 % der Bevölkerung bestand aus Hispanics oder Latinos.
Im Jahr 2010 lebten in 12,2 % aller Haushalte Kinder unter 18 Jahren sowie 59,0 % aller Haushalte Personen mit mindestens 65 Jahren. 59,2 % der Haushalte waren Familienhaushalte (bestehend aus verheirateten Paaren mit oder ohne Nachkommen bzw. einem Elternteil mit Nachkomme). Die durchschnittliche Größe eines Haushalts lag bei 1,98 Personen und die durchschnittliche Familiengröße bei 2,45 Personen.
12,1 % der Bevölkerung waren jünger als 20 Jahre, 10,9 % waren 20 bis 39 Jahre alt, 23,7 % waren 40 bis 59 Jahre alt und 53,3 % waren mindestens 60 Jahre alt. Das mittlere Alter betrug 62 Jahre. 48,3 % der Bevölkerung waren männlich und 51,7 % weiblich.
Das durchschnittliche Jahreseinkommen lag bei 39.754 $, dabei lebten 10,7 % der Bevölkerung unter der Armutsgrenze.
Im Jahr 2000 war Englisch die Muttersprache von 95,43 % der Bevölkerung, spanisch sprachen 2,56 % und 2,01 % hatten eine andere Muttersprache.

## Sehenswürdigkeiten
Am 8. Juli 1999 wurde die J. Colin English School in das National Register of Historic Places eingetragen.